# طلال العواملة

## طلال عدنان العوامله
منتجٌ أردني وعربي، وُلد في العاصمة الأردنية عمّان بتاريخ 09/09/1974، وهو الابن الأكبر للمخرج والمنتج المعروف عدنان العوامله وللإعلامية المعروفة سهى طوقان. بدأ مسيرته الفنية في مجال صناعة الأعمال التلفزيونية والإعلام وهو على مقاعد الدراسة، ليلتحق رسميًا بالعمل مع والده في المركز العربي للخدمات السمعية والبصرية بعد تخرّجه من الجامعة الأردنية عام 1996، وفي عام 2000 تسلّم الراية عن والده فاستطاع عبر تطبيقه لأسلوب إدارة عصري الانتقال بالمركز العربي من شركة عائلية إلى مجموعة شركات إبداعية متكاملة تعد اليوم من كبريات شركات الإنتاج في الشرق الأوسط. توّجَ ذلك بنيله جائزة "الإيمي" عن مسلسل "الاجتياح" ليكون أول منتج شرق أوسطي يحرزها.

## الطفولة والنشأة
1974- 1996
منذ طفولته كان طلال العوامله على تماس مع الفن والإعلام بحكم عمل وانشغال والديه بهذا المجال وكانا بمثابة المعلمَين الأولين له، قبل التحاقه بمدرسة "الرائد العربي" ليتلقى تعليمه الابتدائي، المدرسة التي اختارها والده عدنان العوامله له لتبنيها النهج العُروبي، ولاعتزازها بالهُويّة العربية والرسالة الإنسانية، تلك القيم التي كان والده ينادي بها ويتبناها، وعلى مقاعد تلك المدرسة يُنهي طلال العوامله تعليمه الابتدائي والإعدادي والثانوي- بالفرع العلمي عام 1992، ليلتحق بالجامعة الأردنية التي تخرج منها عام 1996 بشهادة بكالوريوس في العلوم السياسية.
منذ ما قبل تخرّجه أظهر طلال شغفه بالفنّ والإعلام، وكان يقضي أيام العطل المدرسية برفقة والده في عمله داخل الأردن وخارجه، وكان والده يشجعّه وينمّي هذا الشغف فيه فخاض منذ أن كان فتى غمار مراحل صناعة العمل التلفزيوني، بدءًا بمواقع التصوير وانتهاء بمكاتب المونتاج، وكان بفضوله وشغفه الكبيرين تستوقفه التفاصيل الصغيرة والكبيرة في مجال العمل، تبلورَ ذلك حين أسس والده عدنان العوامله عام 1983 شركة المركز العربي للخدمات السمعية والبصرية، فلم يفارق طلال الطفل مكاتبها وأروقتها حتى أنها أصبحت ملعبَ طفولته ومكامِنَ فضوله وشغفه.

## المرحلة المهنية الأولى
1996-2000
بعد تخرج طلال العوامله من الجامعة الأردنية عام 1996، التحق رسميًا بالعمل مع والده، حيث كان المركز العربي حينها في أوج عطائهِ الإبداعي والإعلامي، وكان اسم المركز العربي وأعماله الدرامية والوثائقية والكرتونية وبرامجه الثقافية تدخل بيوت المشاهدين الأردنيين والعرب عبر شاشات التلفاز حتى أن نقادًا وكتابًا أشاروا في أكثر من مناسبة إلى دور تلك الأعمال في التنشئة الثقافية والفكرية لأجيال واسعة من المشاهدين، كما كان لتلك الأعمال الفضل في التعريف بالممثل الأردني وصناعة نجوميته وتصديره من الشاشات المحلية إلى الشاشات العربية والعالمية، إضافة إلى تصدير الفن الأردني وصياغة هُويّته، وكان لطلال العوامله إسهامه مع والده في تلك الأعمال وما حققته من نجاح وحصدته من جوائز محلية وعربية توّجت المركز العربي في طليعة شركات الإنتاج التلفزيوني في الشرق الأوسط، تلك المكانة التي نجح طلال وعدنان العوامله على احتلالها لسنوات طويلة.

## المرحلة المهنية الثانية
2001- 2021
شهد المركز العربي عام 2002، تطورًا ونقلة كبيرة بتسليم عدنان العوامله الراية لنجله طلال العوامله وذلك إيمانًا منه بطاقات الشباب وبرؤيتهم الحديثة للحياة والفن ومتطلباتهما، فاستطاع طلال العوامله عبر تطبيقه لأسلوب إدارة عصري الانتقال بالمركز العربي من شركة عائلية إلى مجموعة شركات إبداعية متكاملة من خلال إعادة هيكلة الشركة وتطوير آليات عملها وتوفير عناصر التميّز والنجاح لضمان تنفيذ مشاريعها بتوظيف أحدث التقنيات التكنولوجية في مجال صناعة الدراما والعمل التلفزيوني لتصبح الشركة بفضل ذلك في مصاف شركات الإنتاج الكبرى في الشرق الأوسط والعالم.
ظلّ طلال العوامله، منذ استلامه إدارة الشركة وفيًا للرسالة العُروبية والإنسانية التي انتهجتها الشركة منذُ تأسيسها، ووفيًا للقيم التي غرسها والده في وجدانه الإنساني والإبداعي، وذلك باعتزاز المجموعة وطلال بأن ظل اسمها "مجموعة المركز العربيّ الإعلامية" وبفخرِها بالشِّعار الذي اختارته لها وهو "حكايات عربية مبتكَرة" إضافة إلى حرف الـ "ع" لتلك الخصوصية التي يمتاز بها من بينِ الحُروف الأبجدية شكلا ومعنى، إذ يَرمز الشكلُ إلى اليَدِ الممدودة بالعطاء ويذهبُ معناهُ إلى عوالي الهِمَمِ، وأصلُ العِلم الإنسانيّ، كما أنه رمزٌ للعربِ وجدِّهم العدنان، وأولُ حرفٍ في اسم العَدنان مؤسس المجموعةِ والمعلم الأوّل.
ومن هذا المنطلق، ظهرت أولى أعمال المجموعة الدرامية في عهد إدارتها الجديد تلبية لـ"حكايات عربية مبتكَرة"؛ تعيد إنتاجَ التاريخ العربي بحكاياتٍ تَقرأ الواقع وتُقدمُ للمشاهدُ العربيّ العِبرة والحكمة، فكان أولى الإنتاجات المسلسل التاريخي الضخم "ذي قار" الذي يسلط الضَوء مرحلة مهمة شهدها التاريخ العربي توّجت بانتصار العرب على إمبراطورية الفرس. توالت بعد ذي قار الإنتاجات الدرامية التاريخيّة منها: "زمان الوصل"، "امرؤ القيس"، "الحجاج"، "شهرزاد"، "المرابطون والأندلس"، و"أبناء الرشيد" وغيرها.
عامًا بعد عام، توالت الإنتاجاتُ والمشاركاتُ في أبرز المهرجانات المحلية والعربية والعالمية، كما أنتجت المجموعة عددا من الأعمال الدرامية البدوية التي سلطت الضوء على الصحراء وحكايات فرسانها وعشّاقها وأبطالها من أهمها: سلسلة العمل البدوي الشهير "راس غليص" بمواسمه الأربعة، ومسلسل "نمر بن عدوان"، "عودة أبو تايه"، "توم الغرة"، "وأخوة الدم". إضافة إلى العديد من الأعمال المعاصرة حاصدة أبرز الجوائز الوازنة، وفي طريقِ النجاحاتِ هذا تُوّجت المجموعة بجائزة "الإيمي" العالمية عن مسلسل "الاجتياح" الذي يتناول عملية الدرع الواقي ومذبحة جنين 2002، ليكون عدنان وطلال العوامله أولَ منتجين عربيّين يحرزانها، كما نالت المجموعة عن مجمل إنتاجاتها وإسهاماتها الفنية جائزة "الحسين للعطاء المميز".
واليوم، وبعد مسيرة قاربت النصف قرن من العطاء والتميز، تواصل مجموعة المركز العربي الإعلامية، بقيادة طلال العوامله، تطوير إدارتها وكوادرها وأدائها من خلال تبنيها لتطبيق أسلوب ونهج عمل عصري، وتوظيف أحدث وسائل التكنولوجيا، وتسخير الكفاءات المحلية والعربية والعالمية في سبيل إنتاج أعمالها الدرامية بصيغة إبداعية متميزة ترضي المُشاهد العربي، وتحاكي الإنتاج الدرامي العالمي. 

## المرحلة المهنية الثالثة
2021- 2025
استطاعت مجموعة المركز العربي الإعلامية بمرور السنوات، أن تتحول إلى مجموعة إبداعية متكاملة تبتكر وتنتج المحتوى التلفزيوني والسينمائي، تتيح لصانعي الأفلام وشركات الإنتاج الفرصة للاسـتـفـادة مـن خدماتها الإنتاجية وبنيتها التحتية المتطورة، كما تقوم بتطوير فرص استثمارية متخصصة، وفــرص امتلاك حـقــوق لإنتاج محتوى ذو قيمة إنتاجية عالية وترخيص وتوزيع حقوق بثٍ إلــى منصات متنوعة، وتمتلك المجموعة اليوم مكتبة تحتوي على عـدد كبير مـن الـمـسـلسـلات الـتـي لاقت استحسان المشاهدين عربيًا، ما دفع بها إلى مواكبة الـتـطـورات والتطلع إلى المستقبل في مـجـال الصناعة التلفزيونية بـفضل التقدم التكنولوجي المتسارع، حيث أصبحت تقنيات الـذكاء الاصطـنـاعـي جـــزءًا لا يـتـجـزأ مـن عملية الإنتاج، واستثـماره في نقل المحتوى العربي إلى العالم من خلال ترجمته ودبلجته إلى العديد من اللغات.
تسعى المجموعة اليوم إلى إطلاق منصة رقمية باسم "حكاية"، وهي أول منصة ترفيهية تُقدم محتوى تلفزيوني وسينمائي عربي متنوع مستمد من بلاد الشام، متوفرة على جميع المنصات مجانًا، تقدم خدمة "فيديو عند الطلب" مدعومة بالإعلانات التجارية بأشكال ومساحات وأوقات متعددة تتيح لمشتركيها متابعة مجموعة متنوعة من الأعمال ضمن مكتبة ضخمة من الحكايات العربية المبتكرة مدبلجة ومترجمة إلى العديد من اللغات، سيتم تحديثها بشكل دوري لتلبي جميع اهتمامات مشتركيها بما يليق بالأسرة العربية وبما يعكس الصورة الإيجابية للعرب.
وتعمل المجموعة على إطلاق منصة فودكاست "عمليق" تقدم محتوى برامجي متنوع تبث حلقات برامجها كاملة عبر "اليوتيوب" و"الفيسبوك"، تتيح لمشتركيها ومشاهديها متابعة برامج فودكاست متنوعة بإنتاجات عالية الجودة موجهة للجمهور الأردني والعربي حول العالم، تتضمن المنصة ثمانية برامج تعتمد على المقابلات باستضافة نجوم من مختلف المجالات والخلفيات الثقافية والاجتماعية والسياسية لضمان تنوع الرؤى والأفكار التي تطرحها المنصة، ما يساهم في بناء الانطباعات لدى الجمهور وترسيخ الفهم المتبادل وتعزيز الحوار الثقافي والاجتماعي والسياسي.
كما أطلقت المجموعة شبكة قنوات "عزيف" تضم عددا من القنوات الترفيهية تبث عبر قناتيّ اليوتيوب والفيسبوك، يتنوع محتواها بين مسلسلات تاريخية وبدوية وتراثية ومعاصرة تستكشف واقع الإنسان العربي، وتتناول اسهامات الرجل والمرأة العربيين في مختلف الفترات الزمنية، وتقدم باقة من البرامج الترويجية للمسلسلات، وبرامج المقابلات مع الممثلين النجوم والمخرجين والمنتجين، وبرامج أنماط الحياة، وتختص في تقديم محتوى غني وممتع يلبي اهتمامات الأطفال من مختلف الأعمار، إضافة إلى المسلسلات المدبلجة والأعمال الوثائقية، كل ذلك في قالب ترفيهي ومعرفي مشوق.

## حياته الأسرية
طلال العوامله هو الشقيق الأكبر لكل من ربى، وهلا، ومنى العوامله، تزوج عام 2009 من ياسمين أبو حسان كريمة السيّد فيصل أبو حسان، ليثمرَ زواجهما بولادةِ نجلهما "عدنان" عام 2012، لتتوالى الثمار بإنجاب "كريم" عام 2014 تبعه عام 2016 ولادة الابن الثالث "حمزة".

## أهم الإنتاجات الدرامية
أنتجت مجموعة المركز العربي الإعلامية آلاف الساعات التلفزيونية، تنوعت بين المسلسلات التاريخية والبدوية والاجتماعية التي تناولت العديد من القضايا العربية وحملت مضامينها بعدًا إنسانيًا ومعرفيًا في قالب ترفيهيّ وتشويقيّ. وتالياً قائمة بأهم تلك الأعمال:
| اسم المسلسل            | فئة العمل                  |
| ثار غليص               | بدوي                       |
| ذباح غليص              | بدوي                       |
| مالك بن الريب          | تاريخي                     |
| شوفة عينك              | رسوم متحركة ثلاثية الابعاد |
| إخوة الدم              | بدوي                       |
| توم الغره              | بدوي                       |
| أمل                    | اجتماعي                    |
| الطريق إلى كابول       | سياسي إجتماعي              |
| دفاتر الطوفان          | اجتماعي                    |
| كلمة ونص               | كوميدية                    |
| عطر النار              | تاريخي معاصر               |
| مخلفات الزوابع الأخيرة | اجتماعي                    |
| العنود                 | بدوي                       |
| جمر الغضا              | بدوي                       |
| راعي الصيت             | بدوي                       |
| راعية الوضحا           | بدوي                       |
| بلقيس                  | تاريخي                     |
| اجنحة في سماء الغربة   | اجتماعي                    |
| ابو جعفر المنصور       | تاريخي                     |
| سلطانه                 | اجتماعي                    |
| عيون عليا              | بدوي                       |
| عوده أبو تايه          | بدوي                       |
| راس غليص الجزء الثاني  | بدوي                       |
| نمر بن عدوان           | بدوي                       |
| بنت النور              | اجتماعي                    |
| وضحا وابن عجلان        | بدوي                       |
| الاجتياح               | سياسي اجتماعي              |
| أبناء الرشيد           | تاريخي                     |
| دعاة على ابواب جهنم    | اجتماعي سياسي              |
| راس غليص الجزء الأول   | بدوي                       |
| المرابطون والاندلس     | تاريخي                     |
| الطريق الوعر           | اجتماعي                    |
| الشمس تشرق من جديد     | اجتماعي                    |
| شهرزاد                 | تاريخي                     |
| إمرؤ القيس             | تاريخي                     |
| الفرداوي               | تاريخي معاصر               |
| الحجاج                 | تاريخي                     |
| أخر أيام اليمامة       | تاريخي                     |
| زمان الوصل             | تاريخي                     |
| ذي قار                 | تاريخي                     |
| سر النوار              | تاريخي                     |
| شام شريف               | اجتماعي                    |
| عرس الصقر              | تاريخي معاصر               |
| اخر ايام التوت         | تاريخي معاصر               |
| قمر وسحر               | اجتماعي                    |
| البحر ايوب             | تاريخي معاصر               |
| الشوكة السوداء         | تاريخي معاصر               |
| خيط الدم               | تاريخي معاصر               |
| نزهة على الرمال        | سهرة تلفزيونية             |

## جوائز وتكريمات
حصدت أعمال مجموعة المركز العربي الإعلامية خلال مسيرتها التي امتدت لما يقارب النصف قرن العشرات من الجوائز المحلية والعربية والعالمية في العديد من المهرجانات الدولية، توّجت بجائزة الإيمي العالمية لفئة المسلسلات الطويلة عام 2008، تبعها نيل المجموعة وسام الحسين للعطاء المميز تقديرًا لجهودها في إثراء الحركة الفنية والإنتاج التلفزيوني على المستويين العربي والعالمي، ولإسهام المجموعة في تفعيل وإعادة إحياء الدراما الأردنية وإبراز الفنان الأردني.
| المسلسل                        | الجائزة                                                     | المكان                                           | السنة |
| مالك بن الريب                  | الجائزة الذهبية                                             | المهرجان العربي للاذاعة والتلفزيون (تونس)        | 2017  |
| مالك بن الريب                  | الجائزة الذهبية                                             | مهرجان الأردن للإعلام العربي                     | 2016  |
| وعد الغريب                     | الجائزة الفضية                                              | المهرجان العربي للاذاعة والتلفزيون (تونس)        | 2016  |
| إخوة الدم                      | الجائزة البرونزية                                           | مهرجان الأردن للإعلام العربي                     | 2015  |
| توم الغرة                      | الجائزة الفضية                                              | مهرجان اتحاد اذاعات الدول العربية                | 2015  |
| أجنحة في سماء الغربة           | الجائزة الفضية                                              | مهرجان الأردن للإعلام العربي                     | 2010  |
| بلقيس                          | جائزة الإبداع الذهبية وشهادة تقدير وجائزة مالية لأفضل ديكور | مهرجان القاهرة العربي للإعلام                    | 2009  |
| بلقيس                          | جائزة دبي للدراما العربية                                   | مهرجان دبي للإعلام                               | 2009  |
| عودة أبو تايه                  | جائزة الإبداع الذهبية وشهادة أحسن تمثيل                     | مهرجان القاهرة العربي للإعلام                    | 2009  |
| سلطانة                         | الجائزة الذهبية عن الإخراج                                  | مهرجان القاهرة العربي للإعلام                    | 2009  |
| عودة أبو تايه                  | جائزة الإبداع الذهبية أحسن ســيناريو                        | مهرجان القاهرة العربي للإعلام                    | 2008  |
| عودة أبو تايه                  | جائزة الإبداع الذهبية أحسن إخــراج                          | مهرجان القاهرة العربي للإعلام                    | 2008  |
| عودة أبو تايه                  | جائزة الإبداع الذهبية وشهادة أحسن تمثيل                     | مهرجان القاهرة العربي للإعلام                    | 2008  |
| عودة أبو تايه                  | جائزة الإبداع الذهبية أحسن إضـــاءة                         | مهرجان القاهرة العربي للإعلام                    | 2008  |
| عودة أبو تايه                  | جائزة الإبداع الذهبية أحسن موسيقى تصويرية                   | مهرجان القاهرة العربي للإعلام                    | 2008  |
| عودة أبو تايه                  | جائزة الإبداع الذهبية أحسن ملابــس                          | مهرجان القاهرة العربي للإعلام                    | 2008  |
| عودة أبو تايه                  | جائزة أفضل إنتاج                                            | مهرجان القاهرة العربي للإعلام                    | 2008  |
| أبو جعفر المنصـور              | الجائزة الذهبية عن الديكور                                  | مهرجان القاهرة العربي للإعلام                    | 2008  |
| الاجتياح                       | جائزة المسلسلات الطويلة                                     | جائزة إيمي                                       | 2008  |
| الاجتياح                       | فضية أحسن إخراج                                             | مهرجان القاهرة العربي للإعلام                    | 2007  |
| أبناء الرشيد "الأمين والمأمون" | الجائزة الذهبية في مجال الدراما التاريخية                   | مهرجان القاهرة العربي للإعلام                    | 2006  |
| دعاة على أبواب جهنم            | الجائزة الذهبية عن أحسن نص                                  | مهرجان القاهرة العربي للإعلام                    | 2006  |
| دعاة على أبواب جهنم            | تكريم في مجال الدراما الاجتماعية                            | مهرجان القاهرة العربي للإعلام                    | 2006  |
| الحجاج                         | جائزة الإبداع الذهبية للدراما عن فئة أفضل ممثل              | مهرجان القاهرة للبرامج التلفزيونية والإذاعية     | 2004  |
| الحجاج                         | جائزة أحسن إضاءة وتصوير                                     | مهرجان القاهرة للبرامج التلفزيونية والإذاعية     | 2004  |
| الحجاج                         | الجائزة البرونزية عن أفضل مسلسل تاريخي                      | مهرجان القاهرة للبرامج التلفزيونية والإذاعية     | 2004  |
| ذي قار                         | الجائزة الفضية                                              | مهرجان الخليج الثامن للإنتاج الإذاعي والتلفزيوني | 2002  |
| شام شريف                       | الجائزة الفضية عن الإنتاج المميز                            | مهرجان الخليج السابع للإنتاج الإذاعي والتلفزيوني | 2001  |
| آخر أيام التوت                 | الجائزة البرونزية عن مسابقة الإنتاج التلفزيوني              | مهرجان القاهرة العربي للإعلام                    | 2000  |
| عرس الصقر                      | شهادة تقدير أفضل برنامج من بين مجموعة البرامج               | مهرجان الخليج السادس للإنتاج الإذاعي التلفزيوني  | 1999  |
| نزهة على الرمال                | الجائزة البرونزية عن مسابقة الإنتاج التلفزيوني              | مهرجان بغداد العالمي للتلفزيون                   | 1988  |